# پلی(اتیل متاکریلات)
پلی(اتیل متاکریلات) (به انگلیسی: Poly(ethyl methacrylate)) (PEMA) یک پلیمر آکریلات مصنوعی آبگریز است. خواصی شبیه به پلیمر پلی(متیل متاکریلات) دارد، با این حال در طی پلیمریزاسیون حرارت کمتری تولید می‌کند، مدول الاستیسیته کمتری دارد و در کل بافت نرم‌تری دارد. ممکن است با استفاده از اکسید سرب به عنوان کاتالیزور ولکانیزه شود و می توان آن را با استفاده از اتانول نرم کرد.
از این ماده به عنوان ماده قالب گیری کانال های گوش برای ساخت سمعک استفاده می شود. همچنین در دندانپزشکی به‌عنوان ماده ریل دندان مصنوعی کنار صندلی برای پروتزهای جزئی و کامل و همچنین حالت‌دهنده بافت با پروتزهای تحت حمایت ایمپلنت استفاده می‌شود. به عنوان ماده ای برای پوشش و حفاظت فسیل های باستانی و برای ساخت ناخن مصنوعی استفاده می شود.